# Chrysopelea
Chrysopelea – rodzaj węży z podrodziny Ahaetuliinae w rodzinie połozowatych (Colubridae).

## Zasięg występowania
Rodzaj obejmuje gatunki występujące w Azji (Chiny, Nepal, Indie, Sri Lanka, Bangladesz, Bhutan, Mjanma, Laos, Wietnam, Kambodża, Tajlandia, Malezja, Brunei, Singapur, Indonezja i Filipiny).

## Systematyka

### Etymologia
- Chrysopelea: gr. χρυσος khrusos „złoto”[9]; πελιος pelios „ciemny”[10].
- Tyria: etymologia nieznana, Fitzinger nie wyjaśnił znaczenia nazwy rodzajowej[11][3]. Gatunek typowy: Coluber ibiboboca Daudin, 1802 (= Coluber ornatus Shaw, 1802).
- Coronophis: gr. κορωνη korōne „wrona”[12]; οφις ophis, οφεως opheōs „wąż”[13]. Gatunek typowy: Chrysopelea paradisi H. Boie, 1827.
- Dryodynastes: gr. δρυς drus, δρυος druos „drzewo, zwłaszcza dąb”[14]; δυναστης dunastēs  „pan, władca”, od δυναμαι dunamai „być potężnym”[14]. Gatunek typowy: Coluber rhodopleuron F. Boie, 1827.
- Eremophis: gr. ερημος erēmos „samotny, odludny”[15]; οφις ophis, οφεως opheōs „wąż”[13]. Nazwa zastępcza dla Tyria Fitzinger, 1826 (nazwa zajęta przez Tyria Hübner, 1819 (Lepidoptera)).
- Oligotropis: gr. ολιγος oligos „mały, krótki”[16]; τροπις tropis, τροπιδος tropidos „kil statku”[17]. Gatunek typowy: Coluber rhodopleuron F. Boie, 1827.

### Podział systematyczny
Do rodzaju należą następujące gatunki: 
- Chrysopelea ornata – wężolot zwyczajny[18]
- Chrysopelea paradisi – wężolot rajski[19]
- Chrysopelea pelias
- Chrysopelea rhodopleuron
- Chrysopelea taprobanica